# Eduard van der Nüll

Eduard van der Nüll (Bécs, 1812. január 9. – Bécs, 1868. április 3.) osztrák építész, a historizmus jeles mestere.

## Életpályája

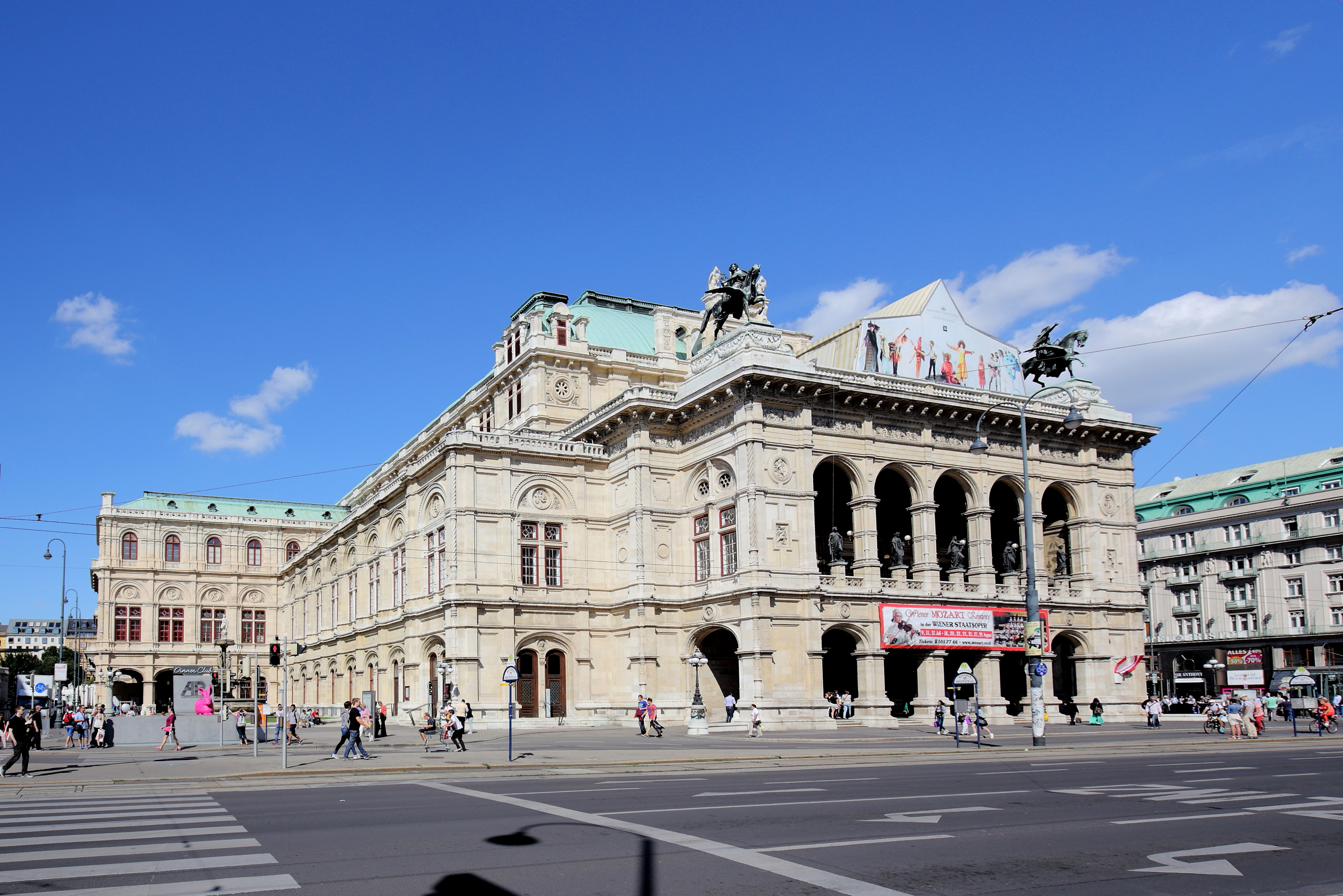
Wiener Staatsoper

A bécsi akadémián tanult, ahol Peter von Nobile, P. Sprenger és K. Rösner tanítványa volt. Barátjával, August Sicard von Sicardsburggal együtt 1839-ben egy tőzsdeépület tervrajzával udvari díjat nyert, majd 1843-ig beutazta Olaszországot, Franciaországot és Németországot. Miután Bécsbe visszatért, a bécsi akadémia építészet- és ornamentikatanára volt. Együtt dolgozott Sicardsburggal, aki monumentális épületek tervezésében tűnt ki, míg Nüll az ékítmények harmonikus felrakásában jeleskedett. Legnagyobb közös alkotásukat, a francia neoreneszánsz stílusú bécsi operaházat (Wiener Staatsoper) 1861 és 1869 között építették. Nüll, aki már előbb főépítészeti tanácsosi rangot kapott, 1864-ben nyugalmaztatását kérte. Elmebaja ahhoz vezetett, hogy öngyilkos lett.

## Egyéb művei
- Sophienbad (Bécs, 1846–1847)
- Karlstheater (Bécs, 1846–1847)
- Haas'sches Haus (Bécs, Graben)
- Larisch–Mönich-palota (Bécs)
- Alterchenfeldi templom díszítése (1853-tól)